# La Parra de las Vegas
La Parra de las Vegas é um município da Espanha na província de Cuenca, comunidade autónoma de Castilla-La Mancha, de área 61,45 km² com população de 46 habitantes (2004) e densidade populacional de 0,75 hab/km².

## Demografia
| Variação demográfica do município entre 1991 e 2004 | Variação demográfica do município entre 1991 e 2004 | Variação demográfica do município entre 1991 e 2004 | Variação demográfica do município entre 1991 e 2004 |
| --------------------------------------------------- | --------------------------------------------------- | --------------------------------------------------- | --------------------------------------------------- |
| 1991                                                | 1996                                                | 2001                                                | 2004                                                |
| 69                                                  | 66                                                  | 54                                                  | 46                                                  |